# Anthaxia aeneocuprea
Anthaxia aeneocuprea es una especie de escarabajo del género Anthaxia, familia Buprestidae. Fue descrita científicamente por Kerremans en 1913.